# Mas Montperdut (Vilajuïga)
El Mas Montperdut és una masia de Vilajuïga (Alt Empordà) inclosa a l'Inventari del Patrimoni Arquitectònic de Catalunya.

## Descripció
És situat al nord del nucli urbà de la població de Vilajuïga, al vessant occidental del massís del Montperdut. S'hi accedeix per la carretera N-260, des d'on s'agafa un trencall situat entre els quilòmetres 23 i 24.
És un mas de planta rectangular format per tres cossos adossats. L'edifici principal presenta la coberta a dues vessants de teula i consta de planta baixa, pis i golfes. Fou ampliat en afegir-hi un altre cos de planta rectangular, adossat al mur sud, i cobert amb teulada d'un sol pendent, distribuït també en dues plantes. Posteriorment, per la part davantera se li va adossar un altre cos en forma de L, format per dues crugies i utilitzat com garatge a la planta baixa i com terrassa al primer pis. La façana principal està orientada a migdia. La part corresponent al cos adossat més tardanament presenta un gran arc de mig punt, bastit amb maons disposats a sardinell, actualment cegat i amb una finestra oberta posteriorment. La porta d'accés a l'edifici és d'arc rebaixat de maons, remodelada. El pis presenta, en primer terme, la terrassa delimitada per una barana de gelosia, afegida posteriorment. Les obertures són rectangulars, destacant la finestra situada damunt la porta d'accés, bastida amb llinda de maons disposats a sardinell i amb els brancals i l'ampit de pedra.
La façana est presenta dues finestres destacables a la primera planta, corresponents als dos cossos adossats. La que està situada en el cos afegit, presenta la llinda bastida amb maons a sardinell i els brancals de pedra desbastada. L'altra es troba bastida amb carreus ben tallats als brancals i la llinda plana, amb una espitllera tapiada a la part inferior. De la façana nord, destaquen dues finestres més emmarcades amb pedra. La del primer pis amb espitllera inferior i la de les golfes, força malmesa, amb llinda datada amb l'any 1758.
L'interior presenta, a la planta baixa, una volta d'aresta de pedra morterada amb empremtes de l'encanyissat, cobrint l'espai destinat al bestiar. Al sector més tardà, en canvi, la volta és de maó pla, amb llunetes. En una de les llunetes de l'entrada hi ha gravada la següent llegenda: "Concluido en Dia 15 de Maio 1852". El pis, ocupat per l'habitatge, està cobert amb sostres embigats. La construcció és de rebles de pedra lligats amb morter excepte la terrassa, que es troba arrebossada, i el cos destinat a garatge, de totxo.

## Història
Aquest mas probablement estava dedicat a la vinya, abans del pas de la fil·loxera, però també a la ramaderia, com ho demostra el gran corral que es troba, abandonat, a uns 400 metres al sud-est. El mas està situat sota la pronunciada pendent occidental del massís del Montperdut (327 m s. n. m). Els vessants de la rodalia foren aterrassats fa uns 5 anys per fer-hi repoblació forestal. Desgraciadament, amb aquesta acció hom ha destruït les antigues feixes i travesseres de paret seca, mentre els pins plantats han desaparegut en un immensa majoria i el paratge continua desarborat. Es pot comprovar com les pluges han destruït les noves terrasses, emportant-se la terra avall i deixant els vessants amb la roca nua en molts indrets. Aquesta particularitat és ben evident sobretot a les estriacions més baixes del massís, vers el sud i sud-oest de la raconada on hi ha el mas.
A través de les inscripcions de les llindes, es pot datar un antic cos el 1758 i el nou al 1852.
Els actuals habitants del mas Montperdut fa més de 30 anys que hi són, primer com a masovers i ara com propietaris, i es dediquen primordialment al bestiar vacum. A la casa no hi arribà la xarxa d'enllumenament públic a causa d'entrebancs tècnic-econòmics.